# Liste der Baudenkmäler in Schondorf am Ammersee
Auf dieser Seite sind die Baudenkmäler in der oberbayerischen Gemeinde Schondorf am Ammersee zusammengestellt. Diese Tabelle ist eine Teilliste der Liste der Baudenkmäler in Bayern. Grundlage ist die Bayerische Denkmalliste, die auf Basis des Bayerischen Denkmalschutzgesetzes vom 1. Oktober 1973 erstmals erstellt wurde und seither durch das Bayerische Landesamt für Denkmalpflege geführt wird. Die folgenden Angaben ersetzen nicht die rechtsverbindliche Auskunft der Denkmalschutzbehörde.

## Baudenkmäler
| Lage                                                 | Objekt                                                   | Beschreibung | Akten-Nr.              | Bild                                |
| ---------------------------------------------------- | -------------------------------------------------------- | --- | ---------------------- | ----------------------------------- |
| Bahnhofstraße 45, Bahnhofstraße (Standort)           | Bahnhofempfangsgebäude                                   | zweigeschossiger Satteldachbau mit Geschossgesims und holzverkleideten Giebelfeldern, im Kern 1898, umgebaut 1934; Wartehalle, eingeschossiger Satteldachbau in offener Holzbalkenkonstruktion, im Kern 1898, umgebaut 1934; Güterschuppen, erdgeschossiger Satteldachbau, Massivbau, 1898 | D-1-81-139-19          | weitere Bilder                      |
| Landheim 1 (Standort)                                | Landerziehungsheim, jetzt: Gymnasium »Landheim Ammersee« | Repräsentatives, dreigeschossiges Haupthaus mit Satteldach im Oberlandstil, von Friedrich v. Thiersch, 1907; Turn- und Festhalle mit Übergang, durch zweigeschossigen Trakt mit offenem Gang verbundener Putzbau mit flachem Satteldach und giebelseitigem Vordach auf Konsolen und Säulen, von Robert Vorhoelzer und Hans Schnetzer, 1929 | D-1-81-139-3           | weitere Bilder                      |
| Landsberger Straße 24 (Standort)                     | ehemaliges Schulhaus, dann Schmiede                      | zweigeschossiger Mitterstallhof mit Satteldach und zweiflügeligem Tennentor, im Kern um 1700 (dendrochronologisch datiert), Umbauten 19. Jh. und Schmiedenanbau 1912 | D-1-81-139-33          | ehemaliges Schulhaus, dann Schmiede |
| Landsberger Straße 33 (Standort)                     | Ehemaliges Bauernhaus                                    | Satteldachbau mit eingezogenem Giebel, Söller und geschnitzter Haustür, im Kern 18. Jahrhundert, erweitert 1821 | D-1-81-139-5           | Ehemaliges Bauernhaus               |
| Landsberger Straße 42, Landsberger Straße (Standort) | Bauernhaus                                               | langgestreckter Putzbau mit Mansard-Halbwalmdach, 1837; Stadel, stattlicher Schopfwalmdachbau mit drei Toren, 1837 | D-1-81-139-6           | Bauernhaus                          |
| Obere Straße 2 (Standort)                            | Landhaus                                                 | kleiner Satteldachbau mit neubarocker Bemalung und giebelseitigem Spalier, um 1925 | D-1-81-139-8           | Landhaus                            |
| Pfitznerstraße 7 (Standort)                          | Landhaus                                                 | zweigeschossiger Gruppenbau mit Schopfwalmdach und zweigeschossigem Bodeneckerker, um 1900 | D-1-81-139-9           | Landhaus                            |
| Ringstraße 12 (Standort)                             | Landhaus                                                 | Gruppenbau mit Zeltdach, angebautem Treppenturm und originellem Jugendstildekor, von Gerhard Welzel, 1901 | D-1-81-139-10          | Landhaus                            |
| St.-Anna-Straße 13 (Standort)                        | Kleinbauernhaus                                          | Satteldachbau, erbaut nach Brand 1825 | D-1-81-139-11          | weitere Bilder                      |
| St.-Anna-Straße 25 (Standort)                        | Ehemaliges Schulhaus mit Landwirtschaft                  | zweigeschossiger verputzter Ziegelbau mit Satteldach, über älterem Kern, um 1813/15 | D-1-81-139-12          | weitere Bilder                      |
| St.-Anna-Straße 29 (Standort)                        | Katholische Pfarrkirche St. Anna                         | Saalbau mit eingezogenem Polygonalchor und Chorflankenturm, erbaut 1499, Turm 1716, Chor um 1680, Langhaus 1737 umgestaltet; mit Ausstattung; | D-1-81-139-1           | weitere Bilder                      |
| St.-Anna-Straße 29 (Standort)                        | Bildstock                                                | achteckiger Tuffpfeiler mit Laterne, spätgotisch, um 1500 | D-1-81-139-1 zugehörig | weitere Bilder                      |
| St.-Jakobs-Bergerl (Standort)                        | Katholische Filialkirche St. Jacobus oder St. Jakob      | einschiffiger romanischer Tuffquaderbau mit eingezogener halbrunder Apsis, um 1150, Dachreiter 1750; mit Ausstattung | D-1-81-139-2           | weitere Bilder                      |
| Schulstraße 3 (Standort)                             | Ehemaliges Bauernhaus                                    | Satteldachbau mit verschaltem Giebel und farbig gefasstem Söller, 18./19. Jahrhundert | D-1-81-139-13          | Ehemaliges Bauernhaus               |
| Seeberg 11 (Standort)                                | Landhaus                                                 | Walmdachbau mit Zwerchhaus, von Max Joseph Gradl, 1909, im Stil des Art déco umgebaut, nach Entwurf von Ludwig Eickemeyer, 1927 | D-1-81-139-14          | Landhaus                            |
| Seestraße (Standort)                                 | Bade- und Bootshaus                                      | hufeisenförmiger Satteldachbau, Mittelrisalit mit Flachdach, holzverkleideter Ständerbau, um 1920/30 | D-1-81-139-26          | weitere Bilder                      |
| Seestraße (Standort)                                 | Kapelle Maria Schnee                                     | kleiner Satteldachbau mit halbrunder Apsis und Dachreiter, 1889; mit Ausstattung | D-1-81-139-17          | weitere Bilder                      |
| Seestraße 12 (Standort)                              | Landhaus                                                 | Gruppenbau mit Eckturm, Fassadenmalerei und Satteldach, in Formen des Heimatstils, bezeichnet 1905 | D-1-81-139-15          | weitere Bilder                      |
| Seestraße 13 (Standort)                              | Landhaus                                                 | zweigeschossiger Walmdachbau in Betonbauweise mit zweigeschossiger, hölzerner Loggia, Heimatstil, 1886 | D-1-81-139-27          | Landhaus                            |
| Seestraße 18 (Standort)                              | Landhaus                                                 | Satteldachbau mit Balkonen und Zwerchgiebel, um 1900 | D-1-81-139-16          | weitere Bilder                      |
| Seestraße 30 (Standort)                              | Villa                                                    | zweigeschossiger Schopfwalmdachbau mit Eckturm, Erker und Zwerchgiebel, von Adolf Seiffhart, 1899 | D-1-81-139-23          | weitere Bilder                      |
| Seestraße 47 (Standort)                              | Landhaus                                                 | verschalter Fachwerkbau mit Steilsatteldach, Vorbau und Zwerchhaus, von Max Joseph Gradl, um 1910 | D-1-81-139-18          | Landhaus                            |
| Seestraße 55 (Standort)                              | Landhaus                                                 | zweigeschossiger, verputzter Zeltdachbau über annähernd quadratischem Grundriss mit Eckquaderung aus Tuffstein, Gustav Voigt, 1909 | D-1-81-139-24          | weitere Bilder                      |
| Weingartenweg 4, 6, Ammersee (Standort)              | Villa                                                    | langgestreckter, eingeschossiger Walmdachbau mit gartenseitiger, pfeilergestützter Eingangshalle, seeseitigem Mittelrisalit, giebelseitigen Apsiden und Terrasse, für Otto Röhm, von Max Joseph Gradl, 1928/29, seeseitiger Mittelrisalit, Umbau 1949; mit Ausstattung; Verwaltergebäude, erdgeschossiger Verputzbau mit steilem Satteldach, Mittelrisalit mit Zwerchhaus, eingebauter Garage und erdgeschossigem Anbau mit offener Holzstützenkonstruktion; parkähnlicher Villengarten; Einfriedung mit Toreinfahrt; sämtlich von Max Joseph Gradl, 1928/29; Bootshaus, holzverschalter Ständer-Riegel-Bau mit Walmdach, um 1930–40. | D-1-81-139-35          | BW                                  |
| Bahnlinie Mering-Weilheim (Obb) ()                   | Eisenbahnüberführung                                     | dreibogige Stampfbetonbrücke, 1914 | D-1-81-139-37          |                                     |

## Ehemalige Baudenkmäler
In diesem Abschnitt sind Objekte aufgeführt, die früher einmal in der Denkmalliste eingetragen waren, jetzt aber nicht mehr. Objekte, die in anderem Zusammenhang – also z. B. als Teil eines Baudenkmals – weiter eingetragen sind, sollen hier nicht aufgeführt werden. Aktennummern in diesem Abschnitt sind ehemalige, jetzt nicht mehr gültige Aktennummern.

| Lage                             | Objekt                     | Beschreibung                                                     | Akten-Nr.    | Bild           |
| -------------------------------- | -------------------------- | ---------------------------------------------------------------- | ------------ | -------------- |
| Landsberger Straße 70 (Standort) | Ehemaliges Kleinbauernhaus | Mittertennbau mit Tennenbundwerk, im Kern Anfang 18. Jahrhundert | D-1-81-139-7 | weitere Bilder |